# Olympische Sommerspiele 1996/Teilnehmer (Zaire)
| Gelbes Symbol für Goldmedaillen mit stilisierten Olympischen Ringen | Graues Symbol für Silbermedaillen mit stilisierten Olympischen Ringen | Braundes Symbol für Bronzemedaillen mit stilisierten Olympischen Ringen |
| ------------------------------------------------------------------- | --------------------------------------------------------------------- | ----------------------------------------------------------------------- |
| —                                                                   | —                                                                     | —                                                                       |

Die heutige Demokratische Republik Kongo nahm unter dem Landesnamen Zaire bei den Olympischen Sommerspielen 1996 in Atlanta zum fünften Mal an Olympischen Sommerspielen teil. Die Mannschaft Zaires bestand aus 14 Teilnehmern, von denen zwei Männer und zwölf Frauen waren. Sie traten in zwei Wettbewerben in zwei Sportarten an. Die jüngste Teilnehmerin war die Basketballspielerin Mabika Mwadi mit 20 Jahren und 26 Tagen, die älteste war Mukendi Mbuyi mit 36 Jahren und 87 Tagen, die ebenfalls der Basketballmannschaft angehörte. Mbuyi ist bis heute die älteste Teilnehmerin für die Demokratische Republik Kongo bei Olympischen Spielen. Bei der Eröffnungsfeier am 19. Juli 1996 trug Lukengu Ngalula die Fahne Zaires in das Olympiastadion.

## Teilnehmer
| Name              | Alter | Geschlecht | Sportart       | Resultat(e)                 |
| ----------------- | ----- | ---------- | -------------- | --------------------------- |
| Lileko Bonzali    | 27    | weiblich   | Basketball     | Platz 12 mit der Mannschaft |
| Willy Kalombo     | 28    | männlich   | Leichtathletik | Platz 16 im Marathon        |
| Kasala Kamanga    | 35    | weiblich   | Basketball     | Platz 12 mit der Mannschaft |
| Zaina Kapepula    | 20    | weiblich   | Basketball     | Platz 12 mit der Mannschaft |
| Amba Kongolo      | 23    | weiblich   | Basketball     | Platz 12 mit der Mannschaft |
| Daunai Lobela     | 22    | weiblich   | Basketball     | Platz 12 mit der Mannschaft |
| Kaninga Mbambi    | 24    | weiblich   | Basketball     | Platz 12 mit der Mannschaft |
| Mukendi Mbuyi     | 36    | weiblich   | Basketball     | Platz 12 mit der Mannschaft |
| Kaleka Mutoke     | 30    | männlich   | Leichtathletik | Platz 96 im Marathon        |
| Mabika Mwadi      | 30    | weiblich   | Basketball     | Platz 12 mit der Mannschaft |
| Lukengu Ngalula   | 24    | weiblich   | Basketball     | Platz 12 mit der Mannschaft |
| Patricia Ngoyi    | 24    | weiblich   | Basketball     | Platz 12 mit der Mannschaft |
| Kakengwa Pikinini | 25    | weiblich   | Basketball     | Platz 12 mit der Mannschaft |
| Muene Tshijuka    | 23    | weiblich   | Basketball     | Platz 12 mit der Mannschaft |